# Aleksandr Parygin
Aleksandr Parygin (Alma-Ata, 1973. április 25. –) olimpiai bajnok kazak-ausztrál öttusázó.

## Pályafutása
Az 1994-es hirosimai Ázsia-játékokon csapatban arany-, egyéniben ezüstérmet szerzett. Az 1996-os atlantai olimpián egyéniben olimpiai bajnok lett. Nyolc évvel később az athéni olimpián már az ausztrál csapat tagjaként vett rész és egyéniben a 27. helyen végzett. A 2008-as pekingi olimpián is indulni készült, de a kvalifikációja végül nem volt teljes így a Nemzetközi Sport Döntőbíróság (CAS) visszavonta az indulási jogát.
Parygin Melbourne-ben él.

## Sikerei, díjai
- Olimpiai játékok
  - aranyérmes: 1996, Atlanta (egyéni)
- Ázsia-játékok
  - aranyérmes: 1994, Hirosima (csapat)
  - ezüstérmes: 1994, Hirosima (egyéni)